# Paul Merwart

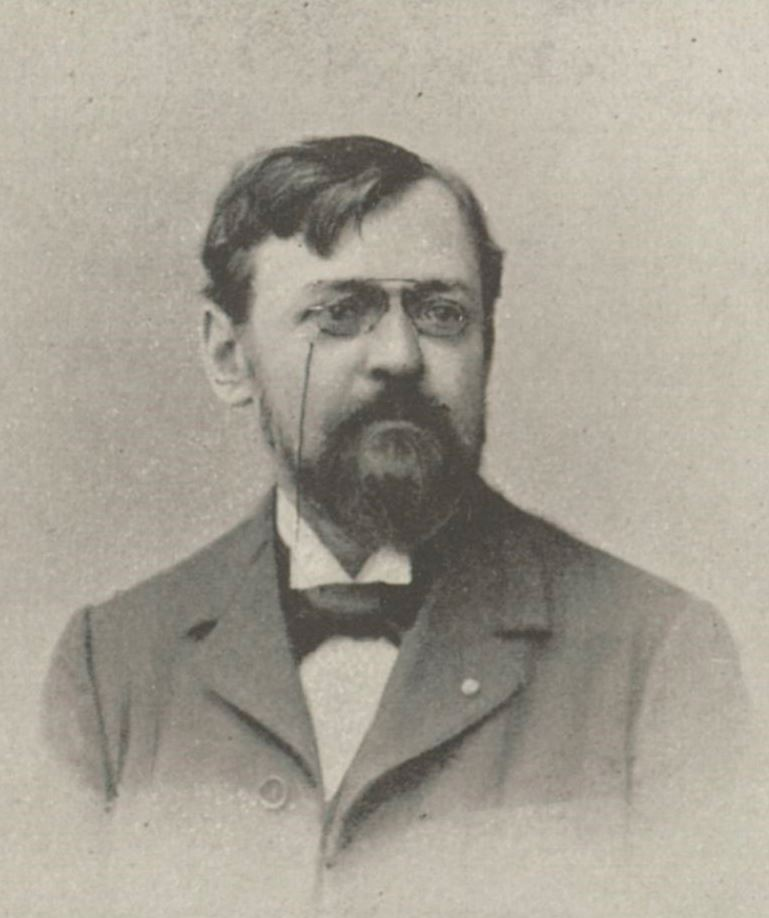
Paul Merwart, 1902

Paul Merwart, auch Paweł Merwart (* 25. März 1855 in Marianowka, Gouvernement Cherson, Russisches Kaiserreich; † 8. Mai 1902 in Saint-Pierre, Martinique), war ein französischer Historien-, Genre- und Porträtmaler sowie Illustrator.

## Leben

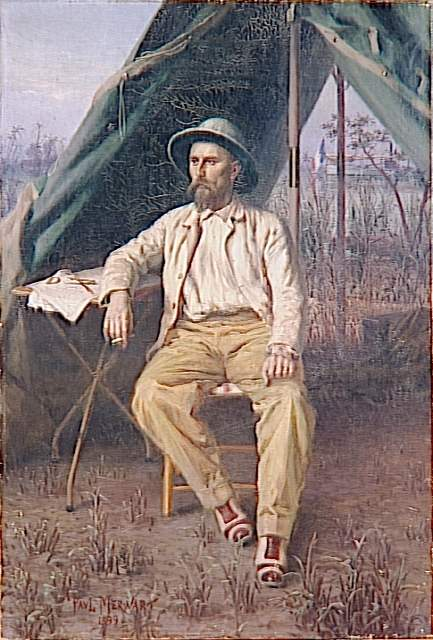
Porträt des Kolonialisten Émile Gentil

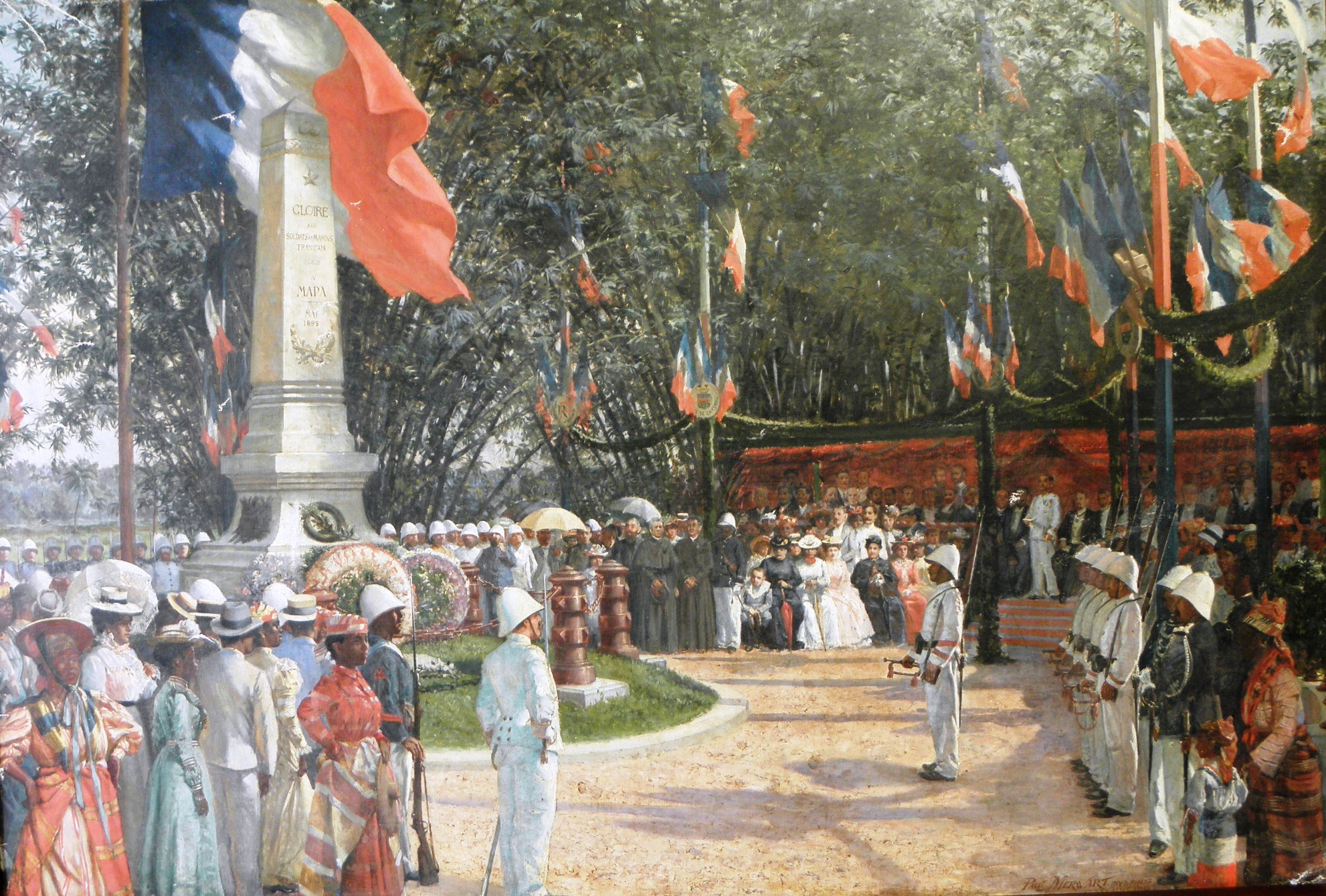
Einweihung des Mapa-Monuments auf dem Friedhof von Cayenne am 31. August 1901, 1902

Merwart, einer von vier Söhnen des Professors und Komponisten Joseph Merwart (1824–1890) und dessen Ehefrau Pauline (Pawlova) Fiszer (1830–1915), wuchs in Lemberg auf, das damals zu Galizien und somit zum Kaisertum Österreich gehörte. Brüder waren der österreichische Schriftsteller Karl Merwart (1852–1922) und der französische Kolonialbeamte Émile Merwart (1869–1960). Nach der Schule studierte er zunächst technische Fächer an den Technischen Hochschulen Wien und Graz. Nachdem er bei einem Duell verwundet worden war, ging er zur Erholung nach Italien, wo er sich entschloss, eine künstlerische Laufbahn zu beschreiten. Seine Ausbildung zum Maler begann er an der Akademie der bildenden Künste Wien unter Daniel Penther (1837–1887) und in München (1876). 1877 legte er einen Studienaufenthalt in Düsseldorf ein. Danach zog er weiter nach Paris. Dort war er in den Jahren 1877 bis 1884 Schüler der École nationale supérieure des beaux-arts unter Henri Lehmann und Isidore Pils. 1879 war Merwart erstmals im Salon de Paris vertreten. Nach dem Studium wurde er französischer Staatsbürger. Er heiratete Jeanne Joséphine de Witt (1851–1901). Die Ehe blieb kinderlos. Als Illustrator arbeitete er für die Zeitungen Le Monde illustré, L’Illustration und L’Univers illustré. Außerdem arbeitete er als Korrespondent in Österreich-Ungarn und Russland. Durch Vermittlung seines Bruders Émile, eines einflussreichen Kolonialbeamten, erhielt er 1896 den Titel eines Kolonialmalers und 1899/1900 den Titel eines Peintre Officiel de la Marine. Als solcher bereiste er französische Kolonien in Asien, Afrika (1897: Senegal, Französisch-Sudan) und Südamerika (1901/1902: Französisch-Guayana). Als er sich am 8. Mai 1902 in Saint-Pierre auf Martinique aufhielt, wurde er Opfer des Vulkanausbruchs der Montagne Pelée.